# 電気学会
一般社団法人電気学会（いっぱんしゃだんほうじんでんきがっかい、英文名称：The Institute of Electrical Engineers of Japan、略称：IEEJ）は、1888年（明治21年）に電気学術の調査・研究と広報・普及を目的に創立された学会である。志田林三郎等によって創立され、初代会長には榎本武揚が就任した。会員数は約二万四千人。元文部科学省所管。

## 研究部門
研究組織は部門制をとっており5つの部門が存在する。
- A部門：基礎・材料・共通部門
- B部門：電力・エネルギー部門
- C部門：電子・情報・システム部門
- D部門：産業応用部門
- E部門：センサ・マイクロマシン部門(2007年4月より準部門から昇格)

## 事業・活動

### 発表大会
電気学会では研究成果発表の場として、年1回全国大会とそれぞれの部門ごとに部門大会が開催されている。また、全国に9つある支部のなかには支部連合大会、研究会を開催する支部もある。

### 論文誌
毎月、電気学会誌とそれぞれの部門による科学学術雑誌が発行されている。2006年からは新たに共通英文論文誌も発行されている。また、電気・電子・情報通信工学に関する教科書、専門書などの書籍も多数発行されている。

### 研究活動
多くの調査専門委員会により様々なテーマの研究活動が行われている。研究会、シンポジウム、講演会等も多数行われている。

### 規格制定
学会内に設立された電気規格調査会（Japanese Electrotechnical Committee:JEC）により、日本の電気分野の標準化事業がおこなわれている。主な事業内容は電気規格調査会規格（JEC規格）の制定や、日本工業規格（JIS）内の電気分野、国際電気標準会議規格（IEC規格）の審議参加など。

## でんきの礎
でんきの礎（いしづえ）は、2008年より気学会創立120周年を記念して、日本の電気工学の歴史的価値がある「モノ」、「場所」、「こと」、「人」を顕彰する制度である。サブタイトルは「振り返れば未来が見える」。毎年数件程度、公募などによって決定される。

## 歴代会長
1. 榎本武揚（1888年 - 1908年）
2. 林董（1908年 - 1911年）
3. 中野初子（1911年 - 1913年）[1]
4. 浅野応輔（1913年 - 1915年）
5. 山川義太郎（1915年 - 1917年）
6. 大井才太郎（1917年 - 1919年）
7. 難波正（1919年 - 1920年）
8. 鳳秀太郎（1921年 - 1922年）
9. 中原岩三郎（1922年 - 1923年）
10. 青柳栄司（1923年 - 1924年）
11. 渋沢元治（1924年 - 1925年）
12. 稲田三之助（1925年 - 1926年）
13. 立原任（1926年 - 1927年）
14. 中村幸之助（1927年 - 1928年）
15. 太刀川平治（1928年 - 1929年）
16. 山本忠興（1929年 - 1930年）
17. 利根川守三郎（1930年 - 1931年）
18. 高津清（1931年 - 1932年）
19. 納富磐一（1932年 - 1933年）
20. 荒川文六（1933年 - 1934年）
21. 小平浪平（1934年 - 1935年）
22. 本野亨（1935年 - 1936年）
23. 秋山武三郎（1936年 - 1937年）
24. 西健（1937年 - 1938年）
25. 百田貞次（1938年 - 1939年）
26. 梶井剛（1939年 - 1940年）
27. 八木秀次（1940年 - 1941年）
28. 瀬藤象二（1941年 - 1942年）
29. 高尾直三郎（1942年 - 1943年）[注釈 1]
30. 正木良一（1943年 - 1944年）
31. 鳥養利三郎（1944年 - 1945年）
32. 馬場粂夫（1945年 - 1947年）
33. 大山松次郎（1947年 - 1948年）
34. 抜山平一（1948年 - 1949年）
35. 星合正治（1949年 - 1950年）
36. 丹羽保次郎（1950年 - 1951年）
37. 尾本義一（1951年 - 1952年）
38. 別宮貞俊（1952年 - 1953年）
39. 安蔵弥輔（1953年 - 1954年）
40. 石川潔（1954年 - 1955年）
41. 駒形作次（1955年 - 1956年）
42. 山下英男（1956年 - 1957年）
43. 古賀逸策（1957年 - 1958年）
44. 一本松珠璣（1958年 - 1959年）
45. 渡辺寧（1959年 - 1960年）
46. 後藤以紀（1960年 - 1961年）
47. 大西定彦（1961年 - 1962年）
48. 福田節雄（1962年 - 1963年）
49. 林重憲（1963年 - 1964年）
50. 井上五郎（1964年 - 1965年）
51. 阪本捷房（1965年 - 1966年）
52. 大谷元夫（1966年 - 1967年）
53. 埴野一郎（1967年 - 1968年）
54. 高井亮太郎（1968年 - 1969年）
55. 大槻喬（1969年）
56. 山田直平（1969年 - 1970年）
57. 駒井健一郎（1970年 - 1971年）
58. 篠原卯吉（1971年 - 1972年）
59. 平井寛一郎（1972年 - 1973年）
60. 鳳誠三郎（1973年 - 1974年）
61. 吉山博吉（1974年 - 1975年）
62. 山村昌（1975年 - 1976年）
63. 田中直治郎（1976年 - 1977年）
64. 宮地巌（1977年 - 1978年）
65. 関四郎（1978年 - 1979年）
66. 上之園親佐（1979年 - 1980年）
67. 堀一郎（1980年 - 1981年）
68. 宮入庄太（1981年 - 1982年）
69. 佐波正一（1982年 - 1983年）
70. 岡村総吾（1983年 - 1984年）
71. 藤森和雄（1984年 - 1985年）
72. 関口忠（1985年 - 1986年）
73. 阿部榮夫（1986年 - 1987年）
74. 山中千代衛（1987年 - 1988年）
75. 松岡實（1988年 - 1989年）
76. 関根泰次（1989年 - 1990年）
77. 青井舒一（1990年 - 1991年）
78. 家田正之（1991年 - 1992年）
79. 三井恒夫（1992年 - 1993年）
80. 茅陽一（1993年 - 1994年）
81. 岡久雄（1994年 - 1995年）
82. 尾出和也（1995年 - 1996年）
83. 岩崎克己（1996年 - 1997年）
84. 正田英介（1997年 - 1998年）
85. 太田宏次（1998年 - 1999年）
86. 秋月影雄（1999年 - 2000年）
87. 沢邦彦（2000年 - 2001年）
88. 原島文雄（2001年 - 2002年）
89. 種市健（2002年 - 2003年）
90. 深尾正（2003年 - 2004年）
91. 川村隆（2004年 - 2005年）
92. 長谷川淳（2005年 - 2006年）
93. 野嶋孝（2006年 - 2007年）
94. 仁田旦三（2007年 - 2008年）
95. 田井一郎（2008年 - 2009年）
96. 松瀬貢規（2009年 - 2010年）
97. 藤本孝（2010年 - 2011年）
98. 大久保仁（2011年 - 2012年）
99. 柵山正樹（2012年 - 2013年）
100. 日高邦彦（2013年 - 2014年）
101. 生駒昌夫（2014年 - 2015年）
102. 大西公平（2015年 - 2016年）
103. 田中幸二（2016年 - 2017年）
104. 横山明彦（2017年 - 2018年）
105. 山口博（2018年 - 2019年）
106. 中川聡子（2019年 - 2020年）
107. 斉藤史郎（2020年 - 2021年）
108. 大崎博之（2021年 - 2022年）
109. 勝野哲（2022年 - ）